# Orconectes stannardi
Orconectes stannardi là một loài tôm sông trong họ Cambaridae.